# チャボ・ゲレロ・シニア
チャボ・ゲレロ・シニア（Chavo Guerrero, Sr.、本名：Salvador Guerrero Llanes、1949年1月7日 - 2017年2月11日）は、メキシコシティ出身のプロレスラー。移住地のアメリカ合衆国テキサス州エルパソが出身地とされる場合もある。
父親のゴリー・ゲレロ、弟のマンド・ゲレロ、ヘクター・ゲレロ、エディ・ゲレロ、息子のチャボ・ゲレロ・ジュニア、姪のシャウル・ゲレロもプロレスラー。メキシコおよびアメリカで活躍した名門ゲレロ・ファミリーの一員で、ゲレロ4兄弟の長兄にあたる。

## 来歴
1962年に一家でメキシコからテキサス州エルパソに移住。ハイスクール時代からレスリングの代表選手として活躍し、1968年メキシコシティーオリンピック出場のトライアウトでは3位の成績を収めた。1969年にテキサス州立エルパソ大学へ特待生として進学してからも、代表チームのメンバーとなって2年間で24勝4敗の戦績を残している。
1970年9月28日、テキサス西部のアマリロ地区（ドリー・ファンク・シニアが主宰していたNWAウエスタン・ステーツ・スポーツ）における、地元エルパソでの興行にてデビュー。前職は高校の非常勤の体育教師であり、デビュー後の数年間は掛け持ちでリングに上がっていた。当初はゴリー・ゲレロ・ジュニア（Gori Guerrero Jr.）をリングネームとしていたが、ほどなくしてチャボ・ゲレロ（Chavo Guerrero）と改名。メキシコ系のベビーフェイスとして前座試合に出場してキャリアを積み、1974年には若手時代のスタン・ハンセンともタッグを組んだ。1975年7月には、アマリロ地区とのブッキング・ルートで全日本プロレスに初来日している。
1970年代中盤より、メキシカン人口の多いカリフォルニア州のロサンゼルス地区（NWAハリウッド・レスリング）を主戦場に活動。1975年から1980年にかけて、アーニー・ラッド、ロディ・パイパー、ザ・ハングマン、ケン・マンテル、ドクター・ヒロ・オオタ、ドリー・ファンク・ジュニア、テキサス・レッド、パット・パターソンらを破り、フラッグシップ・タイトルのNWAアメリカス・ヘビー級王座を通算16回獲得した。1977年2月11日にはアルフォンソ・ダンテスを下してNWA世界ライトヘビー級王座も獲得、戴冠中の4月8日にはハーリー・レイスの持つNWA世界ヘビー級王座に60分3本勝負で挑戦。1本目を先取した後に時間切れとなり、ドローの裁定が下されてタイトル奪取は果たせなかったものの、スコアの上では勝利を収めた。レイスのNWA王座には、1980年1月25日にもロサンゼルス地区のトップ・コンテンダーとして再挑戦している。
日本では1978年6月より、当時ロサンゼルス地区と提携していた新日本プロレスの常連外国人選手となり、ジュニアヘビー級戦線において藤波辰巳と抗争を繰り広げた（1980年4月の来日では『第3回MSGシリーズ』の決勝リーグに進出し、アンドレ・ザ・ジャイアント、スタン・ハンセン、ダスティ・ローデスなどスーパーヘビー級の選手とも対戦している）。
1980年10月3日、新日本プロレスのリングで木村健吾からNWAインターナショナル・ジュニアヘビー級王座を奪取。その後アメリカで防衛戦を行い、1981年2月27日にテキサス州ヒューストンでジノ・ヘルナンデスに王座を奪われるも5月22日に奪回している。同年8月より王者として全日本プロレスに移籍したが、1982年3月7日、ノースカロライナ州シャーロットにて大仁田厚に敗れて陥落。1983年、大仁田の負傷によるタイトル返上後、5月26日のトーナメント決勝でウルトラセブンを下して王座に返り咲き、翌1984年2月26日にマイティ井上に敗れるまで戴冠した。

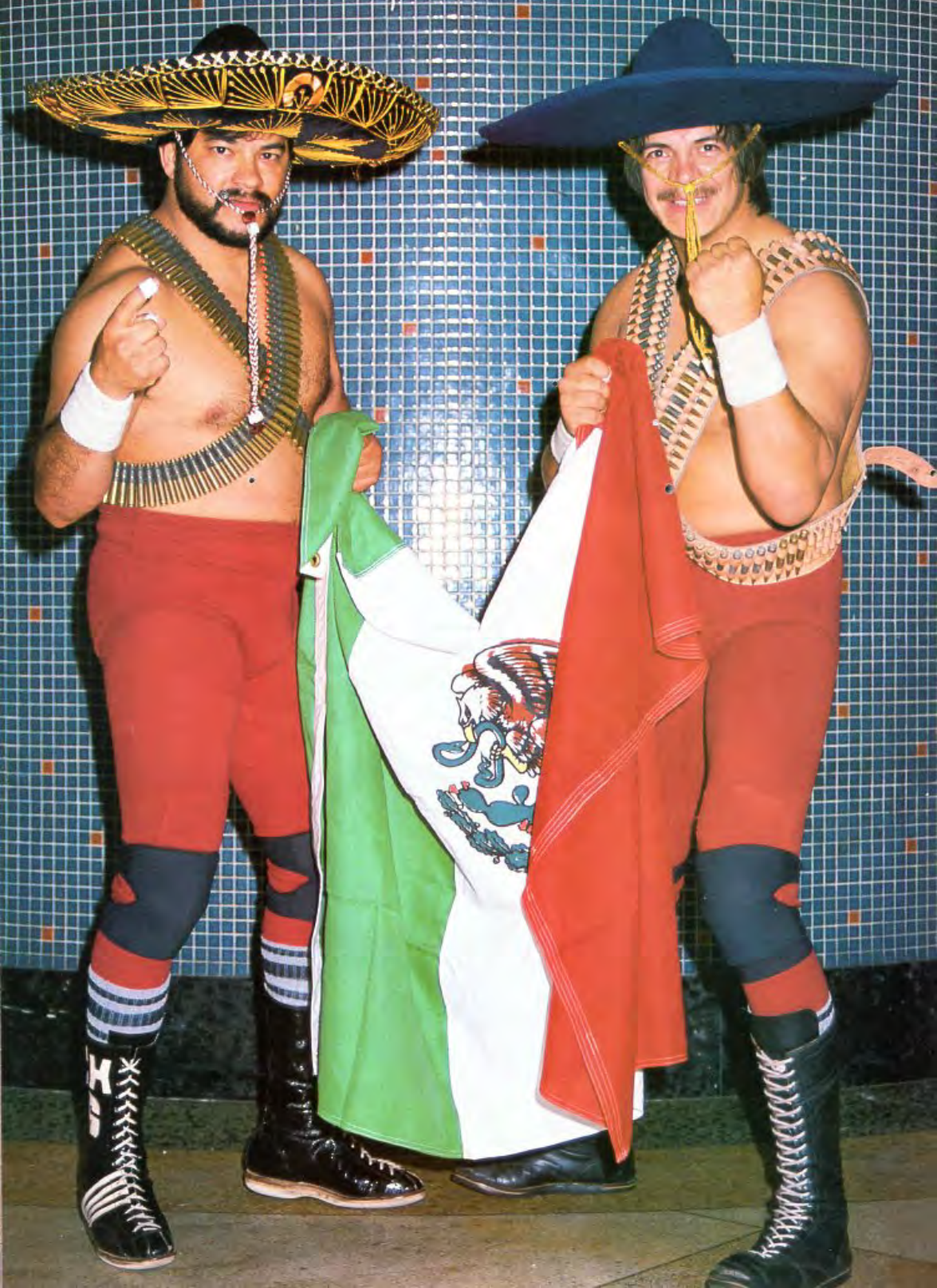
ヘクター（右）とのロス・ゲレロス（1984年）

以降はアメリカ南部を転戦、1984年7月14日にフロリダにて弟のヘクター・ゲレロと組み、バリー・ウインダム&マイク・ロトンドからUSタッグ王座を奪取した。同年8月にはヘクターと共に全日本プロレスの世界最強ジュニアタッグリーグ戦に出場。井上&グラン浜田、大仁田&渕正伸、マジック・ドラゴン&ウルトラセブン、フィッシュマン&ベビー・フェイスと対戦し、井上&浜田と決勝を争った。
1985年9月29日にはサンアントニオのテキサス・オールスター・レスリング（ロサンゼルス地区に次いでアメリカでの主戦場としていたサウスウエスト・チャンピオンシップ・レスリングの後継プロモーション）にて、テッド・デビアスを破りUSAヘビー級王座の第2代王者となっている。1988年からはヘクターやマンド・ゲレロと共に末期のAWAに登場、パット・タナカ&ポール・ダイヤモンドのバッド・カンパニーが保持していたAWA世界タッグ王座に度々挑戦した。以後、WWFの全米侵攻の余波でアメリカ・マット界のテリトリー制が崩壊したこともあり、活動の拠点をアメリカからメキシコに移し、1992年秋にはルードのポジションでAAAに参戦。1990年代はSWSやWAR、無我などに来日した。
1990年代後半より現役を一時引退していたが、2004年になってチャボ・クラシック（Chavo Classic）を名乗りWWEのスマックダウンに登場。これはそれまでタッグを結成していたエディ・ゲレロとチャボ・ゲレロ・ジュニアの「ロス・ゲレロス」解散後の抗争ストーリーに絡んでの登場で、息子側についてエディと抗争した。試合にも時折出場し、2004年5月20日にはチャボ・ジュニア&スパイク・ダッドリーとの3Wayマッチを制してWWEクルーザー級王座を奪取している。WWEには同年6月まで出場した。
2007年4月には無我ワールド・プロレスリングが主催した『チャボ・ゲレロ日本引退シリーズ』に来日、藤波辰爾との久々の対戦が実現した。
2016年8月26日、ディファ有明で行われたファイヤープロレスの旗揚げ戦に来日、かつてのライバル大仁田厚とタッグを組んで「ノーロープ有刺鉄線＆バリケードボードストリートファイトデスマッチ」に出場した。
2017年2月11日、肝臓癌のため68歳で死去。

## 得意技
ジャーマン・スープレックス
もともと得意技だったが、全日本プロレスに再参戦して大仁田厚、渕正信、マイティ井上らとNWAインタージュニア王座を争っていた時期にはフィニッシュ・ムーブとして多用した。大仁田、渕とのシングル戦では、お互いジャーマンを狙ってのバックの取り合いを見せた。
ヒップ・アタック
近年では越中詩郎の代名詞ともいえる技だが、越中自身、自著で「チャボ・ゲレロが使っていたのを盗んだ」とカミングアウトしている。
カウンター式サイド・スープレックス
相手をロープに飛ばし、戻ってくるところをパワー・スラム気味のサイド・スープレックスで素早く叩きつける、チャボ・シニア独特の技。この技からヒップ・アタック、ジャーマン・スープレックスにいくのが彼の殺人フルコースだった。
ダイビング・ボディ・アタック
ロープリバウンド式、ミル・マスカラスのようにコーナー最上段から放つタイプなど、試合中盤で流れを変えるのに多用していた。
プランチャ・スイシーダ
場外に落ちた相手にトペ・スイシーダにいくと見せかけ、相手がかわそうとしゃがんだのを見計らってロープを掴んでフェイント→プランチャ・スイシーダ、のパターンはチャボ・シニアの得意な連携だった。このフェイントからの連携には藤波辰巳や大仁田も攪乱させられた。
ロメロ・スペシャル
ゴリー・スペシャル
父ゴリー・ゲレロが開発した複合背骨折り。

## 獲得タイトル
ナショナル・レスリング・アライアンス
- NWA世界ライトヘビー級王座：2回[13]
- NWA世界ジュニアヘビー級王座 : 1回[27]
- NWAインターナショナル・ジュニアヘビー級王座 : 3回[17]

NWAハリウッド・レスリング
- NWAアメリカス・ヘビー級王座 : 16回[12]
- NWAアメリカス・タッグ王座 : 11回（w / ラウル・マタ×2、ジョン・トロス、ゴリー・ゲレロ、ポール・バション、ビクター・リベラ、ロディ・パイパー、ヘクター・ゲレロ、エル・ハルコン、ブラック・ゴールドマン、アル・マドリル）[28]

チャンピオンシップ・レスリング・フロム・フロリダ
- NWA USタッグ王座（フロリダ版） : 1回（w / ヘクター・ゲレロ）[18]

サウスウエスト・チャンピオンシップ・レスリング / テキサス・オールスター・レスリング
- SCW世界タッグ王座 : 1回（w / マニー・フェルナンデス）[29]
- TASW USAヘビー級王座 : 1回[20]
- TASWテキサス・タッグ王座 : 1回（w / アル・マドリル）[30]

ワールド・レスリング・アソシエーション
- WWAトリオ王座 : 1回（w / マンド・ゲレロ&エディ・ゲレロ）[31]

ワールド・レスリング・エンターテインメント
- WWEクルーザー級王座 : 1回[23]

アトランティック・コースト・チャンピオンシップ・レスリング
- ACCWヘビー級王座 : 2回

ハリウッド・ヘビーウェイト・レスリング
- HHWヘビー級王座 : 1回

## 入場曲
- カリフォルニア・ハッスル - 全日本プロレス参戦時に使用。1977年から1983年にかけてアメリカで放送されたTVドラマ『白バイ野郎ジョン&パンチ』（原題：『CHiPs（英語版）』）の第2シーズン（1978年）より使用された劇中曲である[32]。